# Olympische Sommerspiele 1988/Leichtathletik – 110 m Hürden (Männer)

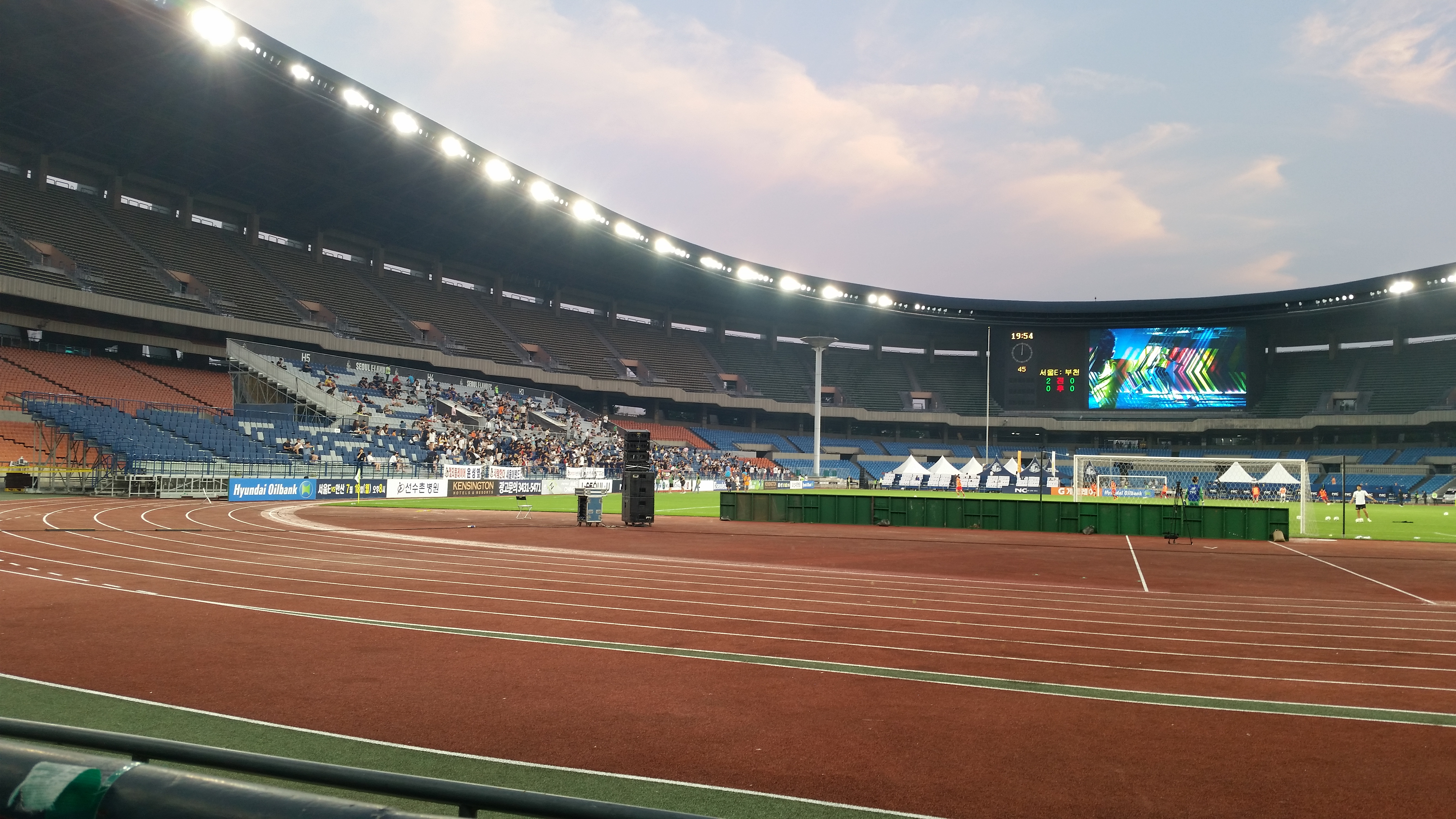
Innenraum des Olympiastadions im Jahr 2016

Der 110-Meter-Hürdenlauf der Männer bei den Olympischen Spielen 1988 in Seoul wurde am 25. und 26. September 1988 im Olympiastadion Seoul ausgetragen. 41 Athleten nahmen teil.
Olympiasieger wurde der US-Amerikaner Roger Kingdom. Er gewann vor dem Briten Colin Jackson und Tonie Campbell, ebenfalls aus den USA.
Für die Bundesrepublik Deutschland ging Florian Schwarthoff an den Start, der im Viertelfinale scheiterte.

Läufer aus der DDR, der Schweiz, Österreich und Liechtenstein nahmen nicht teil.

## Aktuelle Titelträger
| Olympiasieger 1984                      | Roger Kingdom ( USA)              | 13,20 s | Los Angeles 1984  |
| Weltmeister 1987                        | Greg Foster ( USA)                | 13,21 s | Rom 1987          |
| Europameister 1986                      | Stéphane Caristan ( Frankreich)   | 13,20 s | Stuttgart 1986    |
| Panamerikanischer Meister 1987          | Andrew Parker ( Jamaika)          | 13,82 s | Indianapolis 1987 |
| Zentralamerika und Karibik-Meister 1987 | Jacinto Álvarez ( Kuba)           | 13,83 s | Caracas 1987      |
| Südamerika-Meister 1987                 | Lyndon Campos ( Brasilien)        | 14,13 s | São Paulo 1987    |
| Asienmeister 1987                       | Yang Guang ( Volksrepublik China) | 14,04 s | Singapur 1987     |
| Afrikameister 1988                      | Noureddine Tadjine ( Algerien)    | 14,33 s | Annaba 1988       |

## Rekorde

### Bestehende Rekorde
| Weltrekord         | 12,93 s | Renaldo Nehemiah ( USA) | Zürich, Schweiz            | 19. August 1981 |
| Olympischer Rekord | 13,20 s | Roger Kingdom ( USA)    | Finale OS Los Angeles, USA | 6. August 1984  |

### Rekordverbesserungen
Der bestehende olympische Rekord wurde zweimal verbessert:
- 13,17 s – Roger Kingdom (USA), erstes Viertelfinale bei einem Rückenwind von 0,6 m/s
- 12,98 s – Roger Kingdom (USA), Finale bei einem Rückenwind von 1,5 m/s

## Vorrunde
Datum: 25. September 1988
Die Athleten traten zu insgesamt sechs Vorläufen an. Für das Viertelfinale qualifizierten sich pro Lauf die ersten fünf Athleten. Darüber hinaus kamen die zwei Zeitschnellsten, die sogenannten Lucky Loser, weiter. Die direkt qualifizierten Athleten sind hellblau, die Lucky Loser hellgrün unterlegt.

### Vorlauf 1
11:25 Uhr
Wind: ±0,0 m/s
| Platz | Name                  | Nation         | Zeit    |
| ----- | --------------------- | -------------- | ------- |
| 1     | Colin Jackson         | Großbritannien | 13,50 s |
| 2     | Stéphane Caristan     | Frankreich     | 13,96 s |
| 3     | Andrew Parker         | Jamaika        | 14,00 s |
| 4     | Florian Schwarthoff   | BR Deutschland | 14,13 s |
| 5     | Noureddine Tadjine    | Algerien       | 14,36 s |
| 6     | Rashid Sheban Marzouk | Katar          | 14,69 s |
| 7     | José de Souza         | Benin          | 15,05 s |
| DNS   | Lyndon Campos         | Brasilien      |         |

### Vorlauf 2
11:32 Uhr
Wind: −0,2 m/s
| Platz | Name                 | Nation                  | Zeit    |
| ----- | -------------------- | ----------------------- | ------- |
| 1     | Tonie Campbell       | USA                     | 13,45 s |
| 2     | Yu Zhicheng          | Volksrepublik China     | 14,07 s |
| 3     | Alexander Markin     | Sowjetunion             | 14,17 s |
| 4     | Thomas Joseph Kearns | Irland                  | 14,17 s |
| 5     | Modesto Castillo     | Dominikanische Republik | 14,40 s |
| 6     | Judex Lefou          | Mauritius               | 14,73 s |
| DNF   | Stephen Kerho        | Kanada                  |         |

### Vorlauf 3
11:38 Uhr
Wind: +0,8 m/s
| Platz | Name                      | Nation              | Zeit    |
| ----- | ------------------------- | ------------------- | ------- |
| 1     | Roger Kingdom             | USA                 | 13,40 s |
| 2     | Tony Jarrett              | Großbritannien      | 13,45 s |
| 3     | Yang Guang                | Volksrepublik China | 14,01 s |
| 4     | George Knowles            | Bahamas             | 14,22 s |
| 5     | Zeyad al-Khudhur al-Enazy | Kuwait              | 14,44 s |
| 6     | Youssef al-Dosari         | Saudi-Arabien       | 15,03 s |
| DNS   | Benjamin Grant            | Sierra Leone        |         |

### Vorlauf 4
11:44 Uhr
Wind: +0,3 m/s
| Platz | Name             | Nation            | Zeit    |
| ----- | ---------------- | ----------------- | ------- |
| 1     | Mark McKoy       | Kanada            | 13,78 s |
| 2     | Jiří Hudec       | Tschechoslowakei  | 13,78 s |
| 3     | Philippe Tourret | Frankreich        | 13,88 s |
| 4     | Alain Cuypers    | Belgien           | 13,89 s |
| 5     | Javier Moracho   | Spanien           | 13,96 s |
| 6     | Chin-Jing Wu     | Chinesisch Taipeh | 14,11 s |
| 7     | Dambar Kuwar     | Nepal             | 16,51 s |

### Vorlauf 5

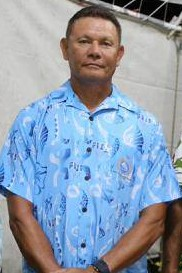
Albert Miller (Foto: 2014) erreichte als Siebter des fünften Vorlaufs nicht die nächste Runde

11:48 Uhr
Wind: +1,0 m/s
| Platz | Name                | Nation      | Zeit    |
| ----- | ------------------- | ----------- | ------- |
| 1     | Wladimir Schischkin | Sowjetunion | 13,75 s |
| 2     | Mikael Ylöstalo     | Finnland    | 13,87 s |
| 3     | Erik Jensen         | Dänemark    | 13,91 s |
| 4     | Carlos Sala         | Spanien     | 14,00 s |
| 5     | Kim Jin-tae         | Südkorea    | 14,06 s |
| 6     | João Lima           | Portugal    | 14,73 s |
| 7     | Albert Miller       | Fidschi     | 14,86 s |

### Vorlauf 6
11:52 Uhr
Wind: +0,9 m/s
| Platz | Name                | Nation         | Zeit    |
| ----- | ------------------- | -------------- | ------- |
| 1     | Arthur Blake        | USA            | 13,66 s |
| 2     | Jonathan Ridgeon    | Großbritannien | 13,75 s |
| 3     | Richard Bucknor     | Jamaika        | 13,89 s |
| 4     | György Bakos        | Ungarn         | 13,94 s |
| 5     | Nagi Ghazi Moursine | Irak           | 14,46 s |
| 6     | Curt Hampstead      | Guyana         | 14,88 s |
| 7     | Roberto Carmona     | Mexiko         | 15,24 s |

## Viertelfinale
Datum: 25. September 1988
Für das Halbfinale qualifizierten sich in den vier Läufen die jeweils ersten vier Athleten (hellblau unterlegt).

### Lauf 1

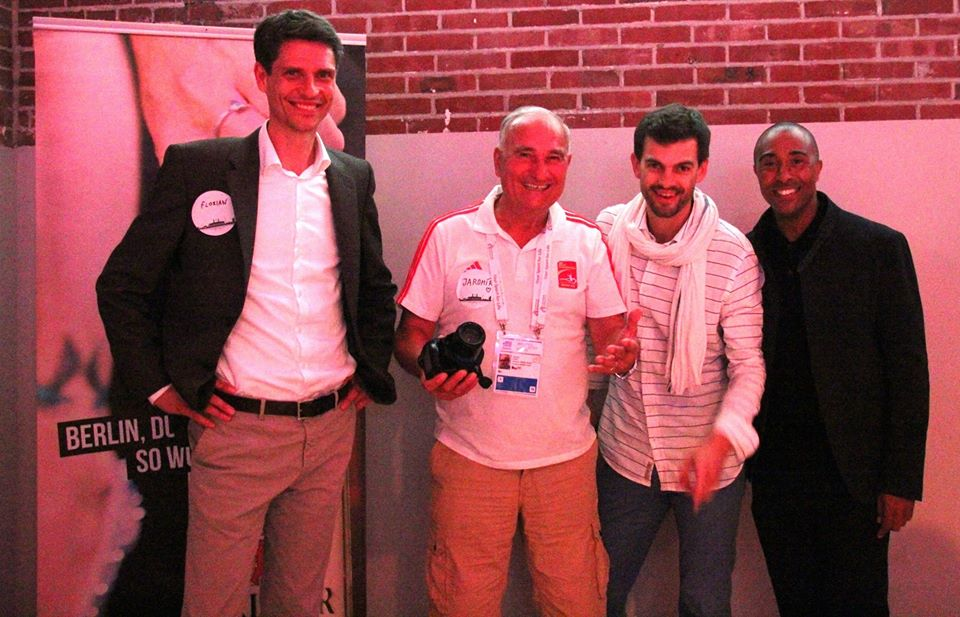
Florian Schwarthoff (hier ganz links im Jahr 2016)
schied als Fünfter des ersten Viertelfinals aus

13:14 Uhr
Wind: +0,6 m/s
| Platz | Name                  | Nation           | Zeit    | Anmerkung |
| ----- | --------------------- | ---------------- | ------- | --------- |
| 1     | Roger Kingdom         | USA              | 13,17 s | OR        |
| 2     | Mark McKoy            | Kanada           | 13,56 s |           |
| 3     | Stéphane Caristan     | Frankreich       | 13,61 s |           |
| 4     | Jiří Hudec            | Tschechoslowakei | 13,65 s |           |
| 5     | Florian Schwarthoff   | BR Deutschland   | 13,67 s |           |
| 6     | Javier Moracho        | Spanien          | 13,88 s |           |
| 7     | Thomas Joseph Kearns  | Irland           | 14,30 s |           |
| 8     | Rashid Sheban Marzouk | Katar            | 14,47 s |           |

### Lauf 2

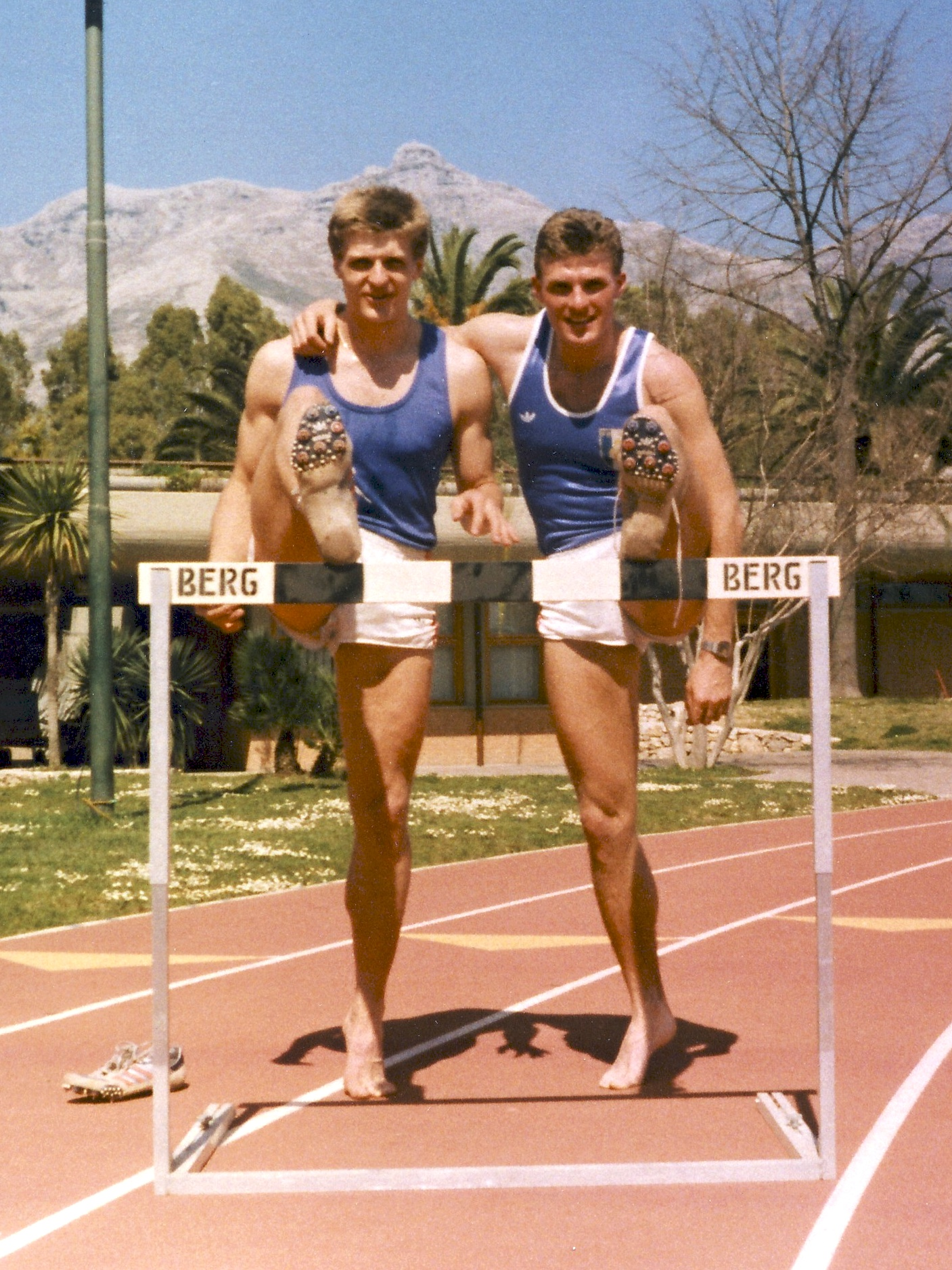
Jiří Hudec (rechts) – ausgeschieden als Fünfter
des zweiten Halbfinals

13:17 Uhr
Wind: +1,0 m/s
| Platz | Name                      | Nation              | Zeit    |
| ----- | ------------------------- | ------------------- | ------- |
| 1     | Tonie Campbell            | USA                 | 13,47 s |
| 2     | Philippe Tourret          | Frankreich          | 13,73 s |
| 3     | Jonathan Ridgeon          | Großbritannien      | 13,74 s |
| 4     | Yu Zhicheng               | Volksrepublik China | 13,95 s |
| 5     | Erik Jensen               | Dänemark            | 14,02 s |
| 6     | Andrew Parker             | Jamaika             | 14,05 s |
| 7     | Alexander Markin          | Sowjetunion         | 14,19 s |
| 8     | Zeyad al-Khudhur al-Enazy | Kuwait              | 14,56 s |

### Lauf 3
13:22 Uhr
Wind: +0,2 m/s
| Platz | Name                | Nation            | Zeit    |
| ----- | ------------------- | ----------------- | ------- |
| 1     | Tony Jarrett        | Großbritannien    | 13,59 s |
| 2     | Wladimir Schischkin | Sowjetunion       | 13,60 s |
| 3     | Mikael Ylöstalo     | Finnland          | 13,70 s |
| 4     | Carlos Sala         | Spanien           | 13,77 s |
| 5     | Chin-Jing Wu        | Chinesisch Taipeh | 14,23 s |
| 6     | George Knowles      | Bahamas           | 14,30 s |
| 7     | Nagi Ghazi Moursine | Irak              | 14,47 s |
| 8     | György Bakos        | Ungarn            | 18,02 s |

### Lauf 4
13:29 Uhr
Wind: +0,6 m/s
| Platz | Name               | Nation                  | Zeit    |
| ----- | ------------------ | ----------------------- | ------- |
| 1     | Colin Jackson      | Großbritannien          | 13,37 s |
| 2     | Arthur Blake       | USA                     | 13,65 s |
| 3     | Richard Bucknor    | Jamaika                 | 13,91 s |
| 4     | Alain Cuypers      | Belgien                 | 13,97 s |
| 5     | Kim Jin-tae        | Südkorea                | 14,00 s |
| 6     | Modesto Castillo   | Dominikanische Republik | 14,21 s |
| 7     | Yang Guang         | Volksrepublik China     | 14,24 s |
| 8     | Noureddine Tadjine | Algerien                | 14,35 s |

## Halbfinale
Datum: 26. September 1988
Für das Finale qualifizierten sich in den beiden Läufen die jeweils ersten vier Athleten (hellblau unterlegt).

### Lauf 1
13:07 Uhr
Wind: ±0,0 m/s
| Platz | Name                | Nation         | Zeit    |
| ----- | ------------------- | -------------- | ------- |
| 1     | Wladimir Schischkin | Sowjetunion    | 13,46 s |
| 2     | Tonie Campbell      | USA            | 13,47 s |
| 3     | Colin Jackson       | Großbritannien | 13,55 s |
| 4     | Jonathan Ridgeon    | Großbritannien | 13,68 s |
| 5     | Stéphane Caristan   | Frankreich     | 13,71 s |
| 6     | Carlos Sala         | Spanien        | 13,85 s |
| 7     | Alain Cuypers       | Belgien        | 13,92 s |
| 8     | Richard Bucknor     | Jamaika        | 13,98 s |

### Lauf 2
13:11 Uhr
Wind: −0,7 m/s
| Platz | Name             | Nation              | Zeit    |
| ----- | ---------------- | ------------------- | ------- |
| 1     | Roger Kingdom    | USA                 | 13,37 s |
| 2     | Arthur Blake     | USA                 | 13,52 s |
| 3     | Mark McKoy       | Kanada              | 13,54 s |
| 4     | Tony Jarrett     | Großbritannien      | 13,56 s |
| 5     | Jiří Hudec       | Tschechoslowakei    | 13,73 s |
| 6     | Yu Zhicheng      | Volksrepublik China | 13,94 s |
| 7     | Philippe Tourret | Frankreich          | 13,96 s |
| 8     | Mikael Ylöstalo  | Finnland            | 14,09 s |

## Finale

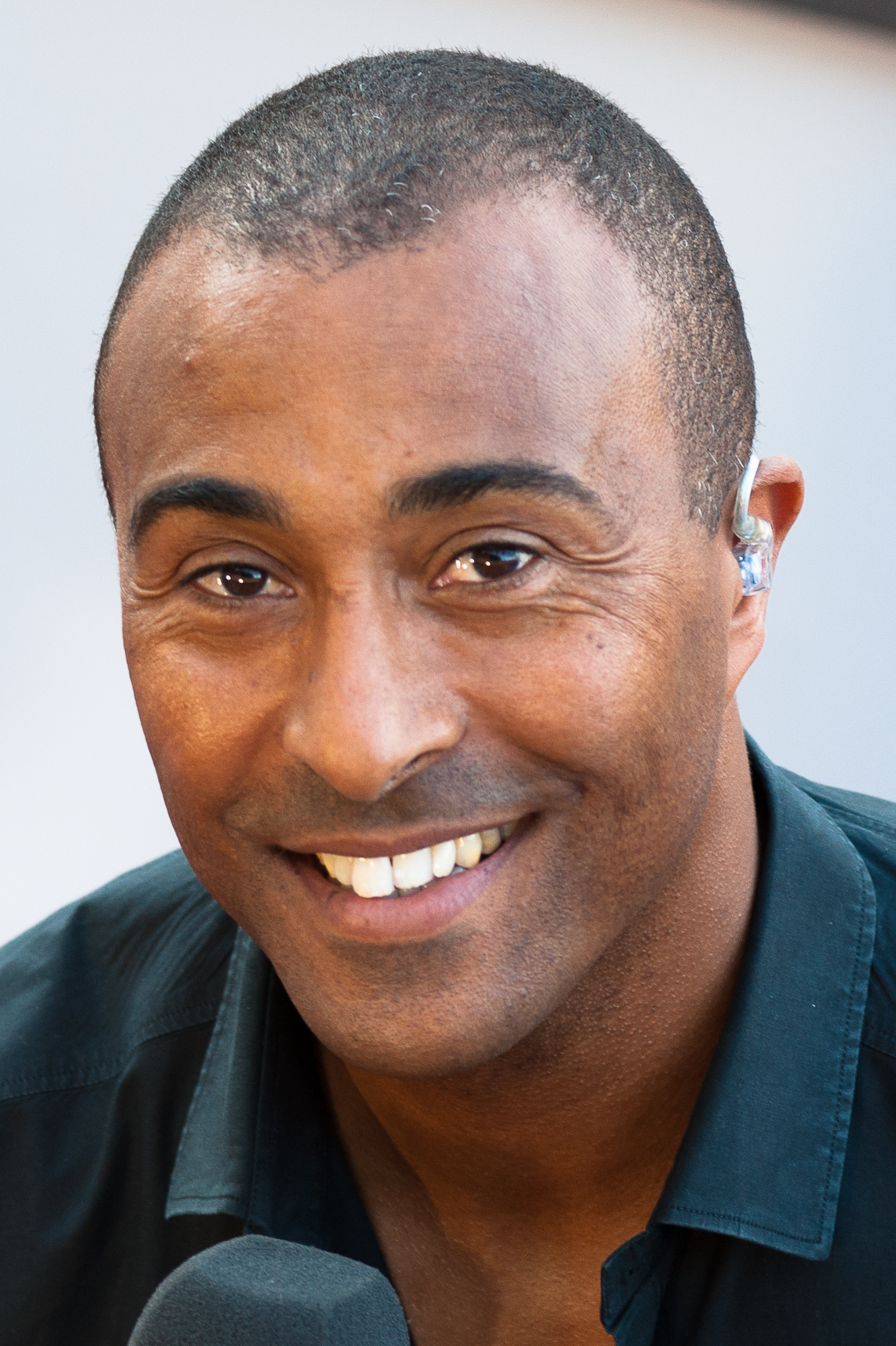
Der WM-Dritte von 1987 Colin Jackson (Foto: 2012)
gewann die Silbermedaille

Datum: 26. September 1988, 15:38 Uhr
Wind: +1,5 m/s
| Platz | Name                | Nation         | Zeit    | Anmerkung |
| ----- | ------------------- | -------------- | ------- | --------- |
| 1     | Roger Kingdom       | USA            | 12,98 s | OR        |
| 2     | Colin Jackson       | Großbritannien | 13,28 s |           |
| 3     | Tonie Campbell      | USA            | 13,38 s |           |
| 4     | Wladimir Schischkin | Sowjetunion    | 13,51 s |           |
| 5     | Jonathan Ridgeon    | Großbritannien | 13,52 s |           |
| 6     | Tony Jarrett        | Großbritannien | 13,54 s |           |
| 7     | Mark McKoy          | Kanada         | 13,61 s |           |
| 8     | Arthur Blake        | USA            | 13,96 s |           |

Für das Finale hatten sich jeweils alle drei gestarteten Läufer aus den USA und aus Großbritannien qualifiziert. Komplettiert wurde das Starterfeld durch je einen Teilnehmer aus der Sowjetunion und aus Kanada.
Einer der Topfavoriten, Weltmeister Greg Foster aus den USA, konnte wegen einer kurz vor den US-Olympiaausscheidungen zugezogenen Verletzung nicht in Seoul starten. Daher galt der Olympiasieger von 1984 Roger Kingdom als Favorit, insbesondere nachdem er im Viertelfinale den Olympiarekord verbessert hatte. Als stärkste Konkurrenten galten die beiden Briten Jonathan Ridgeon und Colin Jackson, die bei den Weltmeisterschaften 1987 die Plätze zwei und drei hinter Foster belegt hatten.
Roger Kingdom lag im Finale von Anfang an vorne, vergrößerte seinen Vorsprung immer weiter und siegte schließlich überlegen in 12,98 s. Dieser neue olympische Rekord war die erste Zeit unter 13 Sekunden bei Olympischen Spielen und erst die zweite überhaupt, die nicht unter Höhenbedingungen erzielt wurde. Kingdom errang mit drei Metern Vorsprung Gold vor dem zweitplatzierten Colin Jackson. Die Bronzemedaille gewann der US-Läufer Tonie Campbell, auf Rang vier folgte der sowjetische Athlet Wladimir Schischkin. Jonathan Ridgeon kam als Fünfter ins Ziel direkt vor seinem Landsmann Tony Jarrett. Der Kanadier Mark McKoy wurde Siebter, Achter und Letzter wurde der dritte US-Läufer Arthur Blake.
Roger Kingdom gewann im 21. olympischen Finale die siebzehnte Goldmedaille für die USA. Kingdom und sein Landsmann Lee Calhoun – 1956 und 1960 – sind die bislang einzigen Hürdensprinter, die ihre Olympiasiege wiederholen konnten.

## Videolinks
- 1988 Seoul Olympics 110m High Hurdles, youtube.com, abgerufen am 28. November 2021
- Men's 110m Hurdles Final at Seoul Olympics 1988, youtube.com, abgerufen am 24. Januar 2018